# Powstanie w stanie São Paulo
Powstanie w stanie São Paulo miało miejsce w roku 1842.
W roku 1842 konserwatywny rząd centralny w Brazylii rozwiązał liberalny parlament, co stało się przyczyną wybuchu rewolty w stanie São Paulo w dniu 14 maja 1842 r. Na czele powstania stanął duchowny Diogo Antônio Feijó. Wkrótce rewolucja rozszerzyła się na kolejne stany: Minas Gerais, Pernambuco oraz Ceará. Do jedynej bitwy doszło dnia 20 sierpnia 1842 r. pod Santa Lucia w stanie Minas Gerais. W jej wyniku wojska rządowe dowodzone przez barona Caxias - Luísa Alvesa de Limę rozbiły oddział powstańców i zaprowadziły spokój w regionie.
Literatura:
- Zygmunt Ryniewicz: Leksykon bitew świata, Wyd. Alma-press, Warszawa 2004.